# Roland Reichen
Roland Reichen (* 22. März 1974 in Spiez, Berner Oberland) ist ein Schweizer Autor, Germanist und Editionsphilologe.

## Leben
Seit 2010 arbeitet Roland Reichen als Textphilologe an der Forschungsstelle Jeremias Gotthelf der Universität Bern und gab mehrere Textbände der Historisch-kritischen Gesamtausgabe der Werke und Briefe von Jeremias Gotthelf heraus. Als Germanist beschäftigt er sich besonders mit dem Bild des Jüdischen und mit Antisemitismus in der Literatur. 2016 publizierte er seine Dissertation über Heinrich Mann.

## Literarisches Werk
Die Romane und Kurztexte von Reichen thematisieren insbesondere den lokalen Raum: Bern und das Berner Oberland. Dabei steht die Schilderung prekärer Verhältnisse randständiger Gesellschaftsgruppen im Vordergrund. Die Sprache seiner Texte ist geprägt von einer dem Dialekt angenäherten Kunstsprache, die virtuos eingesetzt wird. «Junkie-Slapstick, Gelegenheitsprostitution, Dorfdeppenkriminalität, alpenländischer Whitetrash und afrikanisches Emigrantenelend», macht eine Rezension von Katharina Teutsch in der FAZ als Gegenstände des Romans Auf der Strecki (2020) aus.
In dem gemeinsam mit dem Bruder Peter «Pit» Reichen und dem Fotografen Jonathan Liechti bearbeiteten Band Druffä werden die engen familiären Hintergründe seines literarischen Werkes fassbar. Gegenüber der Zeitung WOZ bekannte Reichen 2014: «Mein Schreiben erfolgt aus persönlicher Betroffenheit […] Ich kenne einige Menschen, die wenig privilegiert sind. Sie erzählen mir immer wieder Erlebnisse, angesichts derer ich denke: Krass, das kann doch wohl nicht sein, dass Leute in meiner nächsten Umgebung phasenweise unter absolut menschenunwürdigen Bedingungen dahinvegetieren müssen.»

### Auszeichnungen und Stipendien
Reichen erhielt verschiedene Auszeichnungen und Stipendien für sein literarisches Werk:
- August–Oktober 2008: Aufenthaltsstipendium am Literarischen Colloquium Berlin
- 2008: Werkbeitrag der Stadt Bern
- 2008: Projektbeitrag des Kantons Bern
- Juli und September 2009: Halma-Aufenthaltsstipendium in Minsk, Käsmu (Estland) und Nida (Litauen)
- 2015: Literaturpreis des Kantons Bern für den Roman Sundergrund
- 2021: Weiterschreiben-Stipendium der Stadt Bern

## Werke
- Auf der Strecki. Roman, Der gesunde Menschenversand, Luzern 2020.
- Druffä. Aus dem Leben eines Berner Drogensüchtigen. Münsterverlag, Basel 2019 (zusammen mit Peter Reichen und Jonathan Liechti).
- Sundergrund. edition taberna kritika, Bern 2014.
- Aufgrochsen. Roman, Bilger, Zürich 2006, ISBN 978-3-03853-104-3.